# Madonnan i grottan
Madonnan i grottan är en målning av Leonardo da Vinci som finns i två versioner. Versionen som generellt sett anses vara originalet, vilken är den tidigare av de två, hänger på Louvren i Paris och den senare på National Gallery i London.  
Båda målningarna visar Maria och Jesus tillsammans med en ung Johannes Döparen samt ärkeängeln Gabriel, i en klippig miljö vilket gett tavlorna dess namn. Trots att vissa uppgifter finns kring tavlornas härkomst, är historien kring tavlorna okänd, vilket resulterat i en rad spekulationer vilken av de två som skapats först.

## Tavlorna

### Versionen på Louvren
Madonnan i grottan som hänger i Louvren anses av de flesta konstexperter vara den första av de två och är daterad mellan åren 1483 och 1486. Det är allmänt accepterat att denna tavla skapades i syfte att förgylla väggarna i kyrkan San Francesco Grande i Milano år 1483, på uppdrag av ett broderskap inom kyrkan. Spekulationer menar dock att tavlan aldrig nådde kyrkans väggar då den inte mötte de krav som kyrkan ställt, vilket troligtvis lett till att en ytterligare tavla senare gjorts för att slutföra kyrkans önskemål. Detta anses vara anledningen till att Ludvig XII av Frankrike lätt kunnat komma över tavlan i början av 1500-talet. Tavlans existens inom den kungliga franska konstsamlingen är bekräftad från år 1627, men många spår tyder på att den funnits där sedan många år tidigare. Denna tidigare version anses vara ett av de mest framstående exemplen av Leonardos "sfumato" teknik.

### Versionen på National Gallery
Den snarlika version av tavlan som hänger på National Gallery i London är daterad mellan åren 1495 och 1508. Det finns spekulationer kring att Leonardo ensam inte målat den senare versionen av tavlorna, utan haft stor hjälp av en av sina assistenter, troligtvis Ambrogio de Predis. Efter att tavlan blivit klar hängde den i kyrkan San Francesco Grande under en längre period tills den, med största sannolikhet år 1781, blev köpt av Gavin Hamilton, som tog med sig den hem till England. Efter att ha passerat ett flertal ägare blev den till slut köpt av National Gallery år 1880.

## Skillnader mellan tavlorna
Kompositionsmässigt är alla figurer lite större i Londonversionen än den som finns i Louvren. Den största skillnaden mellan de två tavlorna är att i tavlan på National Gallery vilar ängeln Gabriels hand på knät, i tavlan på Louvren är handen höjd, och pekar mot Johannes Döparen. Ögonen på ängeln skiljer sig även åt då de är vända nedåt i ett tankfullt sätt på den ena, till skillnad från tavlan i Louvren där blicken är fast i riktning för betraktaren.
Mindre men betydande skillnader som också kan observeras mellan tavlorna är ljus, skärpa, botanik samt i hur tekniken sfumato applicerats. I versionen som hänger i London är kontrasterna mellan ljuset och skuggan betydligt skarpare. Tavlan i Louvren är målad på ett mer finkänsligt sätt vilket skapat en mer subtil ton i form av övergångar mellan färger och toner, ljust och mörkt. Valet av färg gör även att denna version framstår som mer varm. Detaljerna kring botanik är också noterbara då växterna på tavlan i Louvren är botaniskt korrekta till skillnad mot de i versionen i London som är fantasifulla skapelser av Leonardo. Sett till de traditionella detaljer såsom gloria och kors som finns på tavlan i London råder viss ovisshet. Det är i själva verket inte fastställt om dessa detaljer är samtida med tavlan eller om de tillkommit i efterhand.